# Lingen (Halver)
Lingen ist eine Hofschaft von Halver im Märkischen Kreis im Regierungsbezirk Arnsberg in Nordrhein-Westfalen (Deutschland).

## Lage und Beschreibung
Lingen liegt auf 370 m ü. NHN im nordöstlichen Halver. Nachbarorte sind eine große Wohnsiedlung mit lockerer Wohnbebauung östlich von Eichholz, Oeckinghausen, Mesenhohl, Bochen, Bocherplatz und Bruch. Der Ort ist über die benachbarte Wohnsiedlung und eine Zufahrt von der Bundesstraße 229 bei Heesfeld erreichbar. 
Östlich von Lingen verläuft die als Rad- und Wanderweg umgebaute Trasse der Hälvertalbahn.

## Geschichte
Lingen wurde erstmals 1435 urkundlich erwähnt, die Entstehungszeit der Siedlung wird aber auf dem Zeitraum zwischen 900 und 1050 infolge des fränkisch-karolingischen Siedlungsbaus vermutet.
1818 lebten 18 Einwohner im Ort. 1838 gehörte Lingen der Oeckinghauser Bauerschaft innerhalb der Bürgermeisterei Halver an. Der laut der Ortschafts- und Entfernungs-Tabelle des Regierungs-Bezirks Arnsberg als Hof kategorisierte Ort besaß zu dieser Zeit sieben Wohnhäuser, zwei Fabriken bzw. Mühlen und drei landwirtschaftliche Gebäude. Zu dieser Zeit lebten 75 Einwohner im Ort, allesamt evangelischen Glaubens.
Das Gemeindelexikon für die Provinz Westfalen von 1887 gibt eine Zahl von 59 Einwohnern an, die in neun Wohnhäusern lebten.